# Ludwig Karl Strauch
Pour les articles homonymes, voir Strauch.
Ludwig Karl Strauch, né le 11 juillet 1875 à Vienne, dans l'empire austro-hongrois, et mort le 27 août 1959 à Klosterneuburg, est un peintre autrichien auteur de portraits, de paysages et de tableaux de guerre.

## Biographie

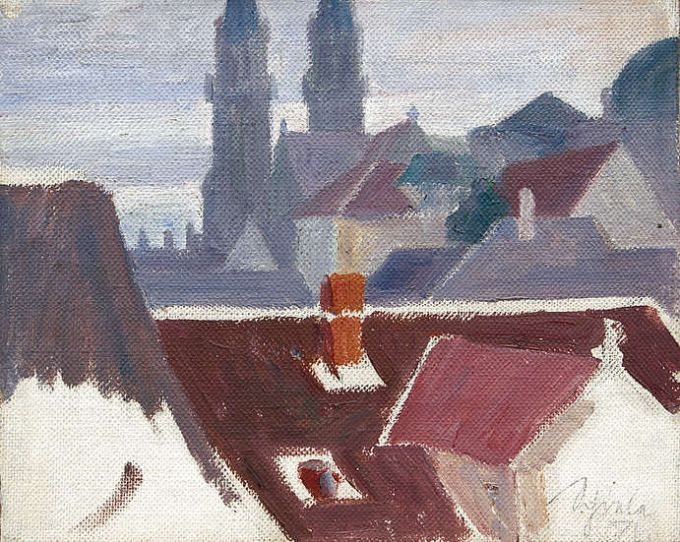
Egon Schiele, Klosterneuburg, 1907, huile sur toile,.

Pendant les années 1890 et jusqu’en 1899, Strauch étudie à l’Académie des beaux-arts de Vienne. Il suit les enseignements des professeurs Carl Rudolf Huber, Christian Griepenkerl et August Eisenmenger. En 1882, il collabore à la production des Allégories et Emblèmes de Martin Gerlach.
En 1899-1900, il effectue un séjour en Italie en tant que bénéficiaire d’une bourse. Il passe ensuite en Afrique du Sud en se portant volontaire auprès des Boers lors de la deuxième guerre. Il enchaîne avec d’autres voyages d’étude qui le conduisent à Madagascar, à Zanzibar, à Bombay.
Il rentre à Vienne en 1902, où il expose ses œuvres à la galerie Miethke. En 1905, il obtient un poste de professeur de dessin à main levée au lycée de Klosterneuburg. Parmi ses élèves se trouve Egon Schiele, dont il découvre le talent et qu'il pousse, aidé de Max Kahrer, à entreprendre des études artistiques. 
En 1906, Strauch participe à la fondation de l’Union des artistes de Klosterneuburg, aux expositions de laquelle il participe régulièrement par l’envoi de ses œuvres. Il est également membre du Circolo artistico de Mérano.
Pendant la Première Guerre mondiale, Strauch sert comme lieutenant dans l’armée impériale et royale. Sous l’uniforme, il poursuit son activité artistique, comme l’attestent des toiles datées de 1916 et conservées actuellement dans les collections du musée d'histoire militaire de Vienne. Un peu plus tard, Strauch est blessé. Il est admis officiellement comme peintre de guerre au département de presse de guerre impérial et royal et remplit cette fonction de janvier 1917 à novembre 1918, ce qui ne l’empêche pas d’être engagé sur le front en Roumanie et en Italie.
C’est comme conseiller gouvernemental qu’il prend sa retraite en 1935.

## Œuvres (sélection)
- Autoportrait, le lieutenant Ludwig Strauch dans son abri, 1916, huile sur carton, Musée d'histoire militaire de Vienne.
- Le Roumain malade, 1916, huile sur carton, Musée d’histoire militaire de Vienne.
- Portrait du général de division Rudolf Metz Ritter von Spondalunga (1861–1943), Commandant de la onzième division d’infanterie, 1917, huile sur toile, Musée d’histoire militaire de Vienne.
- Attaque d‘infanterie, 1917-18, huile sur carton, Musée d’histoire militaire de Vienne.
- Unis par le feu, 1917-18, huile sur carton, Musée d’histoire militaire de Vienne.
- Trois soldats impériaux et royaux dans leur abri, 1917-18, huile sur carton, Musée d’histoire militaire de Vienne.
- Fête sur la plage de Klosterneuburg, 1932, huile sur bois, 53 × 79 cm, Vienne, Galerie du Belvédère.
- Vue sur la promenade du Docteur Strebl et le pont de l’hôpital, huile sur carton, Musée de la ville de Klosterneuburg.
- Arrière-cour, huile sur carton, Musée de la Ville de Klosterneuburg.